# Raafat Attia
Raafat Attia (arabe : رأفت عطية) (né le 6 février 1934 en Égypte) est un joueur de football international égyptien, qui évoluait au poste d'attaquant.

## Biographie

### Carrière en sélection
Avec l'équipe d'Égypte, il figure notamment dans le groupe des sélectionnés lors de la CAN de 1957.
Il dispute également les JO de 1960 et de 1964. Il dispute un total de 4 matchs lors des Jeux olympiques.

## Palmarès
Égypte
- Coupe d'Afrique des nations (1) :
  - Vainqueur : 1957.